# 福井江亭
福井 江亭（ふくい こうてい、慶応元年11月23日（1866年1月9日） - 昭和12年（1937年）3月8日）は明治時代から昭和時代にかけての日本画家。

## 略歴
慶応元年（1865年）11月23日に旧幕臣の福井正賢を父に江戸牛込細工町に生まれる。本名は信之進。天真堂と号した。明治11年（1878年）本所の江東小学校を卒業後、明治12年（1879年）7月から埼玉県浦和に住む三輪正について和漢書を修業、明治14年（1881年）には英語学校に入り雨田氏について3年間在学する。明治15年（1882年）6月、はじめ小栗宗一に水彩画を学び、後に瀧和亭の画塾で南画も修めた。明治17年（1884年）7月、深川の三井別邸の川端玉章の門に入って本格的に円山派の画法を学んだ。この間、アーネスト・フェノロサの鑑画会にも入って研究会に出席、新傾向の日本画を研究していた。明治19年（1886年）からは工科大学雇教授ネットに日本画を教える。
明治20年（1887年）に宮内省内事課に奉職、制服デザインを描いたり、皇居御造営学問所の図画を描き、その経験に基づき明治22年（1889年）10月、応用図案会社を設立、翌明治23年（1890年）から3年間ゴットフリード・ワグネルに従い外国の図画を調査している。また、明治22年（1889年）に日本美術協会内にできた青年絵画共進会にも参加していた。師の玉章は新たに若年の画家たちが共同して絵画を研究する場の必要性を各画塾の長に説得して回った。玉章の信頼が厚かった江亭はこの構想の取りまとめに奔走、明治24年（1891年）9月遂に日本青年絵画協会が結成された。明治25年（1892年）の日本青年絵画協会第1回絵画共進会には審査員として「芙蓉に雁」を出品、同会の中心メンバーとして明治25年（1892年）から明治28年（1895年）までの4回の共進会審査員を務めた。明治29年（1896年）には玉章門下の絵画展の大会で一等となり多くの門弟中でも玉章からの信頼が最も篤かった。この日本青年絵画協会が岡倉天心により日本絵画協会に改組されると、東京美術学校の卒業生に押されて以前程の活躍の場がなくなり、明治31年（1898年）4月には日本画会の設立に参加、審査員を務めた。そして明治33年（1900年）3月に玉章のもとで共に学んだ結城素明、平福百穂らと自然主義を標榜、无声会を結成する。
このころの江亭は気力も充実しており明治34年（1901年）6月には両国河畔の貸席伊勢平楼で一日千枚書きを試み評判となった。明治36年（1903年）には愛知県から愛知県立工業学校図案科教諭に任ぜられ、名古屋高等工業学校講師も兼務して明治41年（1908年）まで名古屋の地において教鞭をとった。この間に知多半島などを廻り、陶磁器や染織物図案の状況を取り調べ、地元の物産共進会などの審査員を多く務めて名古屋の染色業者が設立した彩美会の会長になる。明治41年（1908年）9月、玉章の推輓で東京美術学校教授に任命され東京に帰ることとなる。玉章が健康を害して出勤も稀になったために第一教室を殆ど任され、以降、江亭は後進育成に懸命に尽力した。大正6年（1917年）2月に東京美術学校を辞し、5年間中国を漫遊し名蹟を訪ね研鑽した。昭和に入って以降は千葉県市原市菊間村山荘において悠々自適の生活を楽しみ、昭和12年（1937年）3月8日、73歳で逝去した。

## 作品
- 「山水七福神」 絹本着色 1幅
- 「秋景」 絹本着色 1幅
- 「花卉図」 紙本淡彩 1幅 1910年（明治43年） 江亭、玉章、荒木寛畝ら7名による合作